# Болгово Малое
Болгово Малое — деревня в Лежневском районе Ивановской области. Входит в состав Лежневского сельского поселения.

## География
Находится в юго-западной части Ивановской области на расстоянии приблизительно 6 км на запад-северо-запад по прямой от районного центра поселка Лежнево на правом берегу речки Вязьма.

## История
Деревня уже отмечалась на карте 1808 года как Бологова. В 1859 году здесь (тогда отмечалась одна деревня Бологово в составе Ковровского уезда Владимирской губернии) было учтено 19 дворов.

## Население
Постоянное население составляло 101 человек (1859 год), 10 в 2002 году (русские 80 %), 7 в 2010.